# 日産プリンス名古屋販売
日産プリンス名古屋販売株式会社（にっさんプリンスなごやはんばい）とは、愛知県名古屋市に本社を置く、日産自動車のレッド店である。

## 沿革
- 1953年1月28日 - プリンス自動車工業のディーラー「中部プリンス自動車株式会社」として創業。
- 1966年4月11日 - サニー系販売会社の日産サニー中部販売株式会社設立。
- 1969年1月20日 - 日産プリンス名古屋販売株式会社設立。
- 1970年8月29日 - チェリー系販売会社の日産チェリー中部販売株式会社設立。
- 1990年7月1日 - 日産チェリー中部販売株式会社が日産プリンス名古屋販売株式会社を合併し、（新）日産プリンス名古屋販売株式会社に商号変更。
- 1994年1月1日 - 日産サニー中部販売株式会社を合併。
- 1995年1月1日 - 本店を名古屋市中川区山王二丁目2番24号から名古屋千種区吹上一丁目4番1号に移転。

## 愛知県内の他日産車販売店
- 三河日産自動車
- 愛知日産自動車
- 東愛知日産自動車

## 事業所

### 新車店舗
- 山王店（当店ビルの3階に日産フリート名古屋支社が同居している）
  - 名古屋市中川区山王二丁目2番24号
- 中川昭和橋店
  - 名古屋市中川区昭和橋通四丁目1番地
- 一色大橋店
  - 名古屋市中川区高杉町91番地
- 中村八田店
  - 名古屋市中村区烏森町六丁目241番地
- 中村亀島店
  - 名古屋市中村区井深町18番40号
- 名西橋店
  - 名古屋市西区堀越二丁目10番12号
- 城北辻本通
  - 名古屋市北区辻本通一丁目45番1号
- 楠インター店
  - 名古屋市北区会所町117番地
- 香流店
  - 名古屋市名東区香流一丁目1001番地
- 高針店
  - 名古屋市名東区牧の里一丁目310番地
- 吹上店
  - 名古屋市千種区吹上一丁目4番1号
- 天白植田店
  - 名古屋市天白区植田一丁目505番地
- 堀田通店
  - 名古屋市瑞穂区牛巻町5番12号
- 徳重店
  - 名古屋市緑区徳重一丁目1403番地
- 鳴海山下店
  - 名古屋市緑区鳴海町字山下84番地1
- 星崎店
  - 名古屋市南区南野一丁目1番地
- 内田橋店
  - 名古屋市南区豊二丁目21番21号
- 港店
  - 名古屋市港区小割通二丁目22番地
- 一宮大和店
  - 一宮市大和町馬引字古宮2番地1
- 一宮バイパス店
  - 一宮市富士四丁目3番28号
- 江南東店
  - 江南市尾崎町桐野81番地
- 江南北店
  - 江南市村久野町平河113番地
- 犬山店
  - 犬山市羽黒稲葉西二丁目20番地1
- 小牧原店
  - 小牧市小牧原四丁目126番地
- 小牧インター店
  - 小牧市大字村中字松原842番地
- 勝川店
  - 春日井市勝川町二丁目1番地
- 春日井出川店
  - 春日井市金ヶ口町金ヶ口6番地2
- 高蔵寺店
  - 春日井市中央台一丁目4番3
- 西春ロイヤル店
  - 北名古屋市中之郷天神8番1号
- 西春徳重店
  - 北名古屋市徳重米野16番地の2
- 清洲店
  - 清須市一場古城600番地
- 津島店
  - 津島市神守町字下町29番地
- 蟹江店
  - 海部郡蟹江町学戸七丁目1番地
- 守山旭店
  - 尾張旭市印場元町北山4480番地
- 瀬戸店
  - 瀬戸市小坂町232番地の1
- 日進店
  - 日進市栄一丁目810番地
- 豊明店
  - 豊明市新田町子持松14番26
- 大府店
  - 大府市桃山町二丁目77番地
- 東海店
  - 東海市富木島町束広41番地
- 知多加木屋店
  - 東海市加木屋町大清水610番地
- 知多新舞子店
  - 知多新舞子字竹ノ花108番7
- 阿久比店
  - 知多郡阿久比町大字植大字野崎3番地の4
- 半田店
  - 半田市春日町二丁目27番地

### 中古車店舗
- カートピア中川
  - 名古屋市中川区昭和橋通四丁目3番地2
- カートピア緑
  - 名古屋市緑区桃山三丁目1205番地
- カートピア守山
  - 名古屋市守山区森孝四丁目611番地
- カートピア平針
  - 名古屋市天白区平針三丁目1001番地
- カートピア尾西
  - 一宮市小信中島字郷東62番地の1
- カートピア春日井六軒屋
  - 春日井市六軒屋町西一丁目9番地2
- 日産カーパレス小牧インター
  - 小牧市大字村中字松原848番1
- カートピア名岐
  - 北名古屋市中之郷南160番地
- カートピア清洲
  - 清須市一場古城600番地
- カートピア東海
  - 東海市富木島町束広21番地1

### 独立車検工場
- 清洲車検工場
  - 清須市一場古城600番地
- 白土車検工場
  - 愛知郡東郷町大字春木字藤坂229番地の7
- 内田橋車検工場
  - 名古屋市熱田区伝馬二丁目28番29号

### ルノー
- ルノー西春ロイヤル
  - 北名古屋市中之郷天神8番1号

### 関連会社
- 日産ビジネスサービス株式会社中部ビジネスセンター
- 東海日産（地域統括会社）
- 日産名古屋書庫運輸